# Orbiter (simulador)
Orbiter Space Flight Simulator es un simulador de vuelo espacial gratuito para el sistema Windows. La primera versión fue lanzada el 27 de noviembre de 2000; el proyecto continuó evolucionando hasta la última versión, etiquetada como Orbiter 2016, liberada el 30 de agosto de 2016. Orbiter fue creado por Martin Schweiger, de la University College de Londres.

## Sobre el simulador
Orbiter es un simulador con interfaz enfocada en maniobrar una nave espacial (no un simulador orientado a perspectivas como Celestia), permitiendo al usuario explorar el sistema solar en un número ilimitado de naves espaciales. Orbiter permite a cualquier usuario explorar el sistema solar en varias naves espaciales, tanto reales, como el Transbordador Espacial Atlantis, como ficticias, como el planeador Delta-glider. Orbiter es lo bastante realista como para recrear vuelos espaciales históricos.
En Orbiter el sistema solar consiste en el sol y ocho planetas. Plutón, los asteroides, y los cometas no están incluidos en el paquete original pero pueden ser agregados. Aunque  Orbiter contiene una base de datos de más de 100 000 estrellas, éstas no están disponibles como destinos para viajes interestelares a pesar de existir parches para vuelos a mayor velocidad que la luz. También incluye un modo planetario con tres rasgos principales. Muestra el cielo envuelto de rejillas celestiales y mapas de las estrellas junto con las constelaciones y otros marcadores celestiales. También pueden activarse etiquetas que indican la situación e identidad de objetos en el sistema solar, como planetas, lunas o naves espaciales, que se muestran a partir de cierta distancia. Finalmente, pueden ponerse etiquetas en cuerpos celestiales en el sistema solar para ciertas coordenadas en su superficie para indicar ciudades, lugares históricos, formaciones geológicas y otros sitios interesantes.
Orbiter apunta a ser un simulador realista en lugar de un videojuego. El movimiento planetario, los efectos de la gravedad, el espacio exterior y el vuelo atmosférico son precisos. La física espacial y la mecánica orbital pueden ser complicadas, y para muchos casos hay que conocerlas muy bien. Al usar la mecánica newtoniana, es posible el viaje a mayor velocidad de la luz sin los efectos adversos que se experimentarían en la vida real aplicando las leyes de la relatividad. Los límites para la velocidad y distancia son desconocidos, pero experimentos en el programa demuestran que es estable durante viajes espaciales a muchos órdenes de magnitud de la velocidad de luz y años luz de distancia.
La interfaz de control predeterminada en Orbiter consiste en dos pantallas multifunción y un HUD. Cada uno tiene diferentes modos de funcionamiento. En este modo todos los comandos pueden ser introducidos vía teclado o ratón. El simulador también permite personalizar paneles de control e instrumentos. Algunas naves poseen cabinas virtuales en 3D y tableros de instrumentos en 2D. Estos permiten al usuario usar el ratón para actuar recíprocamente con los paneles. La adición de una cabina virtual permite al usuario mirar libremente alrededor desde la perspectiva del piloto.
La versión predeterminada de Orbiter no posee sonido. Sin embargo, hay disponible un parche llamado "Orbiter Sound", el cual proporciona sonidos ambiente, ruido de motores, conversaciones de radio y otros sonidos incluidos en sus listas de mp3. Tiene la opción de mantener silencio cuando la nave está en el espacio exterior.

## Uso en educación, ciencia e industria
Debido a sus capacidades gráficas, su interfaz simple y bajo costo, Orbiter puede usarse en instituciones de investigación para la visualización de misiones espaciales. Las aplicaciones van de crear videos de misiones a simulación de vuelo en plataformas fijas.

## Naves espaciales incluidas
La configuración básica de Orbiter incluye varias naves espaciales reales y ficticias: 

### Naves reales
Transbordador AtlantisLa versión en Orbiter de un transbordador espacial. No posee sistemas de guía ni piloto automático del transbordador espacial real, que la hace la nave más difícil de pilotar en Orbiter. Para facilitar su vuelo, el modelo tiene más agente propulsor que el transbordador real y sus motores son algo más eficaces.
Estación Espacial MirOrbiter posee una versión de la histórica estación espacial rusa. Al contrario que su colega real, posee una órbita más cercana a la eclíptica. Esto fue hecho para permitir que Mir fuera punto de partida de vuelos interplanetarios, y también para facilitar la aproximación de otras naves espaciales a la estación espacial.
Estación Espacial InternacionalEn una órbita similar a la de la EEI real y completa, muestra muchos módulos que nunca se instalarán en la EEI real.
Telescopio Espacial HubbleModelo del HST real.
Satélite Long Duration Exposure FacilityComo el Telescopio Espacial Hubble, es una de las cargas útiles para el transbordador espacial en Orbiter.

### Naves ficticias
Delta-glider Mk.4Un planeador espacial de ala delta bastante fácil de volar y recomendable para iniciarse en Orbiter. Una variante del Delta-glider Mk.4 también está incluida, el Delta-glider-S, con capacidad de propulsión scramjet. Es posible viajar de la Tierra a Marte con el Delta-glider, haciendo posible realizar misiones interplanetarias.
Shuttle-AUna pequeña nave de carga espacial que puede transportar seis contenedores de carga con una masa total de 120 toneladas métricas. No tiene capacidad aerodinámica, por lo que está en órbita de Luna y Marte. Sus contenedores de carga están provistos de paracaídas automáticos. Usando los paracaídas, es posible simular un viaje de carga desde una base lunar a la Tierra y de regreso, dejando caer la carga desde la atmósfera superior. Su alto momento de inercia y su poca aerodinámica le hace más difícil de volar que el Delta-glider.
Shuttle-PBLa PB es una monoplaza muy ágil. Tiene poca sustentación en vuelo atmosférico y depende de sus motores de sustentación para despegar y aterrizar. El control de actitud se realiza mediante el RCS (Reaction Control System, sistema de control por reacción).
DragonflyEs un remolcador espacial diseñado para mover cargas en órbita. Puede usarse para llevar satélites entregados por el transbordador espacial a órbitas más altas, o ayudar en el montaje de grandes estructuras orbitales. El Dragonfly no tiene motores principales, pero sí un versátil y ajustable sistema de control por reacción (RCS).
Estación Lunar CircularEsta es una gran estación espacial ficticia en órbita alrededor de la Luna. Consiste en una rueda dispuesta con un nodo central y dos radios. La rueda tiene un diámetro de 500 metros y rota a una frecuencia de una vuelta cada 36 segundos, proporcionando a sus ocupantes una aceleración centrífuga para simular la fuerza gravitacional de la superficie de la Tierra.

## Parches paraOrbiter
Orbiter ha atraído a un gran número de personas, centradas alrededor de varios foros y galerías, como Orbit Hangar Mods, dedicadas a crear naves de todo tipo que pueden ser agregadas.
La programación de Orbiter permite agregar parches sin necesidad de modificar su base de datos predeterminada. Se pueden agregar fácilmente muchas otras naves espaciales, que van desde naves históricas, como las naves espaciales Vostok, Mercury, Gemini, Soyuz y Apolo, a naves ficticias de series de televisión, películas, libros y videojuegos, pasando por diseños originales. 
Además se encuentran disponibles parches para nuevos puertos espaciales, aeropuertos, extensiones del menú de simulación, planetas, estaciones espaciales, pantallas multifuncionales y otros sistemas estelares. También está disponible un editor de escenario, que permite crear simulaciones agregando naves espaciales disponibles en la base de datos.